# 경찰조사실 피의자에 대한 촬영허용행위 사건
경찰조사실 피의자에 대한 촬영허용행위 사건(2012헌마652)은 대한민국 중요 헌법재판소 판례로 재판관 7(인용) 대 2(각하) 의견으로 위헌확인 결정했다.

## 사실관계
경찰은 사기 혐의로 구속된 A씨를 경찰서에서 조사하면서, A씨에 관한 보도자료를 배포하였고 또한 기자들의 취재 요청에 응해 A씨가 조사실에서 양손에 수갑을 찬 채로 조사받는 모습을 촬영할 수 있도록 허용했는데 이후 각 언론사는 A씨의 범죄사실에 관한 뉴스 및 기사를 보도했는데, A씨가 수갑을 차고 얼굴을 드러낸 상태에서 경찰로부터 조사받는 장면이 흐릿하게 처리돼 방송되고 A씨의 성과 나이, 직업 등이 공개되자 A씨가 "경찰이 기자들에게 보도자료를 배포하고, 조사과정의 촬영을 허용한 행위는 인격권 등을 침해했다"며 위헌확인을 구하는 헌법소원을 냈다.

## 이유
헌재는 결정문에서 “원칙적으로 ‘범죄사실’ 자체가 아닌 ‘피의자’ 개인에 관한 부분은 일반 국민에게 널리 알려야 할 공공성을 지닌다고 할 수 없다”며 “이에 대한 예외는 피의자가 공인으로서 국민의 알권리의 대상이 되는 경우, 특정강력범죄나 성폭력범죄를 저지른 피의자의 재범방지 및 범죄예방을 위한 경우, 공개수배의 필요성이 있는 경우 등에 극히 제한적으로 인정될 수 있을 뿐”이라고 밝혔다.

## 같이 보기
- 피의자